# Chris Bahen
Christopher John Bahen (* 16. November 1980 in Markham, Ontario) ist ein ehemaliger kanadischer Eishockeyspieler (Verteidiger), der zuletzt für den EHC München gespielt hat und 2010 seine Karriere beendet hat.

## Karriere
Bahen begann seine Karriere in der Saison 1999/00 an der Clarkson University in der NCAA und spielte dort bis zur Saison 2003/04. Währenddessen wurde er beim NHL Entry Draft 2000 in der sechsten Runde an 189. Stelle von der Colorado Avalanche ausgewählt.
Zu Beginn der Saison 2004/05 wechselte Bahen zu den Landshut Cannibals in die 2. Bundesliga, bei denen er bis einschließlich 2005/06 spielte.
In der Saison 2006/07 zog es Bahen in die italienische Serie A zum HC Bozen, kehrte jedoch nach einem Jahr in die 2. Bundesliga zurück und unterschrieb einen Vertrag für die Saison 2007/08 beim EHC München, wo er punktbester Verteidiger wurde und bis zum Ende der Saison 2009/2010 spielte. Danach beendete er seine Karriere.
Seit 2013 lebt Bahen in Grünwald bei München.

## Statistiken
(Legende zur Spielerstatistik: Sp oder GP = absolvierte Spiele; T oder G = erzielte Tore; V oder A = erzielte Assists; Pkt oder Pts = erzielte Scorerpunkte; SM oder PIM = erhaltene Strafminuten; +/− = Plus/Minus-Bilanz; PP = erzielte Überzahltore; SH = erzielte Unterzahltore; GW = erzielte Siegtore; 1 Play-downs/Relegation; Kursiv: Statistik nicht vollständig)